# Payable on Death
| Совокупная оценка    | Совокупная оценка |
| Источник             | Оценка            |
| -------------------- | ----------------- |
| Metacritic           | 54/100            |
| Оценки критиков      |                   |
| Источник             | Оценка            |
| AllMusic             | [ 1 ]             |
| Blender              | [ 3 ]             |
| Christianity Today   | [ 4 ]             |
| Cross Rhythms        | [ 5 ]             |
| Entertainment Weekly | C                 |
| Mojo                 | [ 2 ]             |
| Q                    | [ 2 ]             |
| Rolling Stone        | [ 7 ]             |
| Spin                 | (6/10)            |

Payable on Death — третий студийный альбом калифорнийской ню-метал-группы P.O.D., выпущенный в ноябре 2003 году на лейбле Atlantic Records и ставший первым альбомом с участием гитариста Джейсоном Траби. Альбом разошёлся тиражом более 1 300 000 копий и был признан золотым.

## Об альбоме
Несмотря на успех трижды платинового альбома Satellite, 19 февраля 2003 года гитарист Маркос Кьюрел покинул группу при спорных обстоятельствах. Оставшиеся участники подумывали о роспуске, пока Джейсон Траби, бывший участник христианской метал-группы Living Sacrifice, не помог им с записью композиции «Sleeping Awake» для саундтрека к фильму «Матрица: Перезагрузка». Альянс укрепил группу и позволил им начать запись нового альбома весной 2003 года.
Группа сама занималась продвижением альбома, и им в этом помогали фанаты. В первую неделю альбом разошёлся ста тысячным тиражом и занял 9-е место в Billboard 200 за видео на песню «Will You».

## Список композиций
| №                   | Название                               | Длительность |
| ------------------- | -------------------------------------- | ------------ |
| 1.                  | «Wildfire»                             | 3:15         |
| 2.                  | «Will You»                             | 3:47         |
| 3.                  | «Change the World»                     | 3:03         |
| 4.                  | «Execute the Sounds»                   | 3:01         |
| 5.                  | «Find My Way»                          | 3:09         |
| 6.                  | «Revolution» (при участии Phil Keaggy) | 3:25         |
| 7.                  | «The Reasons»                          | 3:44         |
| 8.                  | «Freedom Fighters»                     | 4:12         |
| 9.                  | «Waiting on Today»                     | 3:06         |
| 10.                 | «I and Identify»                       | 3:15         |
| 11.                 | «Asthma»                               | 4:01         |
| 12.                 | «Eternal» (при участии Phil Keaggy)    | 6:19         |
| Общая длительность: | Общая длительность:                    | 44:22        |

| №                   | Название                      | Длительность |
| ------------------- | ----------------------------- | ------------ |
| 13.                 | «Sleeping Awake»              | 3:23         |
| 14.                 | «Space (The Phatheads Remix)» | 4:49         |
| Общая длительность: | Общая длительность:           | 52:34        |